# Pyol Hong
Pyol Hong (ur. 2000) – północnokoreańska zapaśniczka walcząca w stylu wolnym. 
Srebrna medalistka mistrzostw Azji w 2025 roku.